# Esistenza e regolarità delle soluzioni delle equazioni di Navier-Stokes

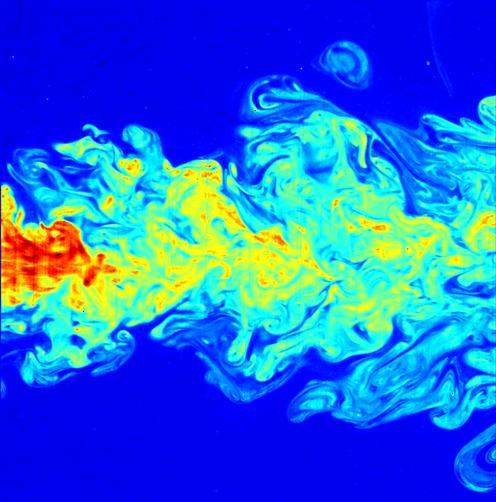
Visualizzazione del flusso in un getto turbolento, realizzato mediante fluorescenza indotta dal laser. Il getto presenta un ampio intervallo di scale spaziali, una caratteristica importante dei flussi turbolenti.

In fisica matematica il problema dell'esistenza e regolarità delle soluzioni delle equazioni di Navier-Stokes riguarda le proprietà matematiche delle equazioni di Navier-Stokes, cioè le equazioni alle derivate parziali che descrivono il moto di un fluido nello spazio, sotto l'ipotesi del mezzo continuo, nel contesto della meccanica classica. Le soluzioni a queste equazioni sono utilizzate in molte applicazioni pratiche, ma la loro comprensione teorica è incompleta. In particolare, le soluzioni descrivono spesso flussi turbolenti, che rimangono uno dei maggiori problemi irrisolti della fisica, nonostante la loro immensa importanza nella scienza e nell'ingegneria.
Anche alcune delle proprietà di base delle soluzioni di Navier-Stokes non sono mai state dimostrate. Ad esempio, non è noto se, date delle condizioni iniziali generiche, esistano sempre soluzioni lisce al sistema tridimensionale. Questo è chiamato il problema dell'esistenza e della regolarità di Navier-Stokes.
Poiché la comprensione delle equazioni di Navier-Stokes è considerata uno dei passi fondamentali per arrivare alla descrizione completa dell'inafferrabile fenomeno della turbolenza, il Clay Mathematics Institute nel maggio 2000 ha fatto di questo problema uno dei suoi sette problemi per il millennio. Ha offerto un premio di $1.000.000 alla prima persona che avrebbe fornito una soluzione a uno specifico enunciato del problema:
In uno spazio tridimensionale con una coordinata temporale, dato un campo di velocità iniziale, esistono un campo vettoriale di velocità, e un campo scalare di pressione, entrambi lisci e globalmente definiti, che risolvono le equazioni di Navier-Stokes.»

## Le equazioni di Navier-Stokes
In matematica, le equazioni di Navier-Stokes sono un sistema di equazioni alle derivate parziali non lineari per campi vettoriali astratti in qualsiasi dimensione. In fisica e ingegneria, sono un sistema di equazioni che descrive il moto di liquidi o gas non rarefatti (in cui il cammino libero medio è abbastanza piccolo da poter descrivere il fluido come un mezzo continuo invece che come un insieme di particelle) utilizzando la meccanica del continuo. Le equazioni corrispondono alla seconda legge di Newton, con le forze basate sul modello di fluido newtoniano viscoso, come somma dei contributi di pressione, sforzo viscoso e forze esterne (come gravità o forza di Coriolis, nel caso di sistema di riferimento non inerziale). Poiché l'impostazione del problema proposta dal Clay Mathematics Institute è in tre dimensioni, per un fluido incomprimibile e omogeneo, solo quel caso è considerato di seguito.
Considerando un campo vettoriale tridimensionale {\displaystyle \mathbf {v} ({\boldsymbol {x}},t)}, ossia la velocità del fluido, e sia {\displaystyle p({\boldsymbol {x}},t)} la pressione del fluido. Le equazioni di Navier-Stokes sono:
{\displaystyle {\frac {\partial \mathbf {v} }{\partial t}}+(\mathbf {v} \cdot \nabla )\mathbf {v} =-{\frac {1}{\rho }}\nabla p+\nu \Delta \mathbf {v} +\mathbf {f} ({\boldsymbol {x}},t),}
dove {\displaystyle \nu >0} è la viscosità cinematica, {\displaystyle \mathbf {f} ({\boldsymbol {x}},t)} la forza volumetrica esterna, {\displaystyle \nabla } è l'operatore nabla e {\displaystyle \displaystyle \Delta } è l'operatore laplaciano, che è scritto anche come {\displaystyle \nabla \cdot \nabla } o {\displaystyle \nabla ^{2}}. Si noti che questa è un'equazione vettoriale, cioè è composta da tre equazioni scalari. Scrivendo le coordinate della velocità e della forza esterna come
{\displaystyle \mathbf {v} ({\boldsymbol {x}},t)={\big (}\,v_{1}({\boldsymbol {x}},t),\,v_{2}({\boldsymbol {x}},t),\,v_{3}({\boldsymbol {x}},t)\,{\big )}\,,\qquad \mathbf {f} ({\boldsymbol {x}},t)={\big (}\,f_{1}({\boldsymbol {x}},t),\,f_{2}({\boldsymbol {x}},t),\,f_{3}({\boldsymbol {x}},t)\,{\big )}}
le tre componenti {\displaystyle i=1,2,3} delle equazioni di Navier-Stokes sono:
{\displaystyle {\frac {\partial v_{i}}{\partial t}}+\sum _{j=1}^{3}{\frac {\partial v_{i}}{\partial x_{j}}}v_{j}=-{\frac {1}{\rho }}{\frac {\partial p}{\partial x_{i}}}+\nu \sum _{j=1}^{3}{\frac {\partial ^{2}v_{i}}{\partial x_{j}^{2}}}+f_{i}({\boldsymbol {x}},t).}
Le incognite sono la velocità {\displaystyle \mathbf {v} ({\boldsymbol {x}},t)} e la pressione {\displaystyle p({\boldsymbol {x}},t)}. Poiché in tre dimensioni ci sono tre equazioni e quattro incognite (tre velocità scalari e la pressione), è necessaria un'equazione supplementare. Questa equazione aggiuntiva è l'equazione di continuità per fluidi incomprimibili che descrive la conservazione della massa del fluido:
{\displaystyle \nabla \cdot \mathbf {v} =0.}
A causa di quest'ultima proprietà, le soluzioni per le equazioni di Navier-Stokes vengono ricercate nell'insieme delle funzioni solenoidali (cioè con divergenza nulla). Per questo flusso di un mezzo omogeneo, la densità e la viscosità sono costanti.
Poiché appare solo il suo gradiente, la pressione {\displaystyle p} può essere eliminata prendendo il rotore di entrambi i lati delle equazioni di Navier-Stokes. In questo caso le equazioni di Navier-Stokes si riducono alle equazioni della vorticità. Alternativamente, si può prendere la divergenza di entrambi i membri delle equazioni, e si trova (nell'ipotesi che il campo di velocità sia solenoidale) un'ulteriore equazione che lega il laplaciano della pressione alle derivate del campo di velocità.

## Due impostazioni: spazio illimitato e periodico
Ci sono due diverse impostazioni per il problema dell'esistenza e della regolarità di Navier-Stokes. Il problema originale è in tutto lo spazio {\displaystyle \mathbb {R} ^{3}}, che necessita di condizioni extra sul comportamento di crescita della condizione iniziale e delle soluzioni. Per eliminare i problemi all'infinito, le equazioni di Navier-Stokes possono essere impostate in un dominio periodico, il che implica che non si sta più lavorando sull'intero spazio {\displaystyle \mathbb {R} ^{3}}, ma sul toro tridimensionale {\displaystyle \mathbb {T} ^{3}=\mathbb {R} ^{3}/\mathbb {Z} ^{3}} (un approccio usato spesso anche nelle simulazioni numeriche dirette per lo studio della turbolenza omogenea e isotropa). Ogni caso verrà trattato separatamente.

## Problema in tutto lo spazio

### Ipotesi e condizioni di crescita
La condizione iniziale {\displaystyle \mathbf {v} _{0}(x)} si presume che sia una funzione liscia e priva di divergenze tale che, per ogni multi-indice {\displaystyle \alpha } (vedi notazione multi-indice) e ogni  {\displaystyle K>0}, esista una costante {\displaystyle C=C(\alpha ,K)>0} tale che
{\displaystyle \vert \partial ^{\alpha }\mathbf {v_{0}} (x)\vert \leq {\frac {C}{(1+\vert x\vert )^{K}}},\qquad } per ogni {\displaystyle \qquad x\in \mathbb {R} ^{3}.}
La forza esterna {\displaystyle \mathbf {f} (x,t)} si presume sia anch'essa una funzione liscia e che soddisfi una disuguaglianza molto simile (ora il multi-indice include anche derivate temporali):
{\displaystyle \vert \partial ^{\alpha }\mathbf {f} (x,t)\vert \leq {\frac {C}{(1+\vert x\vert +t)^{K}}},\qquad } per ogni {\displaystyle \qquad (x,t)\in \mathbb {R} ^{3}\times [0,\infty ).}
Per condizioni fisicamente ragionevoli, le soluzioni previste sono funzioni regolari che non divergono per {\displaystyle \vert x\vert \to \infty }. Più precisamente ci si aspetta che:
1. {\displaystyle \mathbf {v} (x,t)\in \left[C^{\infty }(\mathbb {R} ^{3}\times [0,\infty ))\right]^{3}\,,\qquad p(x,t)\in C^{\infty }(\mathbb {R} ^{3}\times [0,\infty ));}
2. esiste una costante {\displaystyle E\in (0,\infty )} tale che {\displaystyle \int _{\mathbb {R} ^{3}}\vert \mathbf {v} (x,t)\vert ^{2}\,dx<E} per tutti {\displaystyle t\geq 0.}

La condizione 1 implica che le funzioni siano uniformi e definite globalmente e la condizione 2 significa che l'energia cinetica della soluzione è globalmente limitata.

### Problema dell'esistenza e regolarità delle soluzioni delle equazioni di Navier-Stokes in tutto lo spazio
Il problema chiede quale delle seguenti due possibilità è verificata. 
(A) Esistenza e regolarità delle soluzioni di Navier-Stokes in {\displaystyle \mathbb {R} ^{3}}
Si ponga {\displaystyle \mathbf {f} (x,t)\equiv 0} . Per qualsiasi condizione iniziale {\displaystyle \mathbf {v} _{0}(x)} che soddisfi le ipotesi di cui sopra esistono soluzioni regolari e globalmente definite per le equazioni di Navier-Stokes, cioè esistono un vettore velocità {\displaystyle \mathbf {v} (x,t)} e una pressione {\displaystyle p(x,t)} che soddisfino le condizioni 1 e 2 di cui sopra.
(B) Collasso delle soluzioni di Navier-Stokes in {\displaystyle \mathbb {R} ^{3}}
Esiste una condizione iniziale {\displaystyle \mathbf {v} _{0}(x)} e una forza esterna {\displaystyle \mathbf {f} (x,t)} tali che non esistano soluzioni {\displaystyle \mathbf {v} (x,t)} e {\displaystyle p(x,t)} che soddisfino le condizioni 1 e 2 di cui sopra.

## Problema periodico

### Ipotesi
Le funzioni cercate ora sono periodiche nelle variabili spaziali di periodo 1. Più precisamente, sia {\displaystyle e_{i}} il versore nella {\displaystyle i}-esima direzione:
{\displaystyle e_{1}=(1,0,0),\qquad e_{2}=(0,1,0),\qquad e_{3}=(0,0,1).}
Allora {\displaystyle \mathbf {v} (x,t)} è periodico nelle variabili spaziali, se per ogni {\displaystyle i=1,2,3}, vale:
{\displaystyle \mathbf {v} (x+e_{i},t)=\mathbf {v} (x,t),{\text{ per ogni }}(x,t)\in \mathbb {R} ^{3}\times [0,\infty ).}
Si noti che si stanno considerando le coordinate modulo 1. Ciò consente di lavorare non sull'intero spazio {\displaystyle \mathbb {R} ^{3}} ma sullo spazio quoziente {\displaystyle \mathbb {R} ^{3}/\mathbb {Z} ^{3}}, che corrisponde al toro tridimensionale:
{\displaystyle \mathbb {T} ^{3}=\{(\theta _{1},\theta _{2},\theta _{3}):0\leq \theta _{i}<2\pi ,\quad i=1,2,3\}.}
Ora le ipotesi possono essere enunciate correttamente. La condizione iniziale {\displaystyle \mathbf {v} _{0}(x)} si presume che sia una funzione liscia e priva di divergenza, e la forza esterna {\displaystyle \mathbf {f} (x,t)} si presume che sia anch'essa una funzione liscia. Il tipo di soluzioni che sono fisicamente rilevanti sono quelle che soddisfano le seguenti condizioni:
{\displaystyle \qquad 3.\quad \mathbf {v} (x,t)\in \left[C^{\infty }(\mathbb {T} ^{3}\times [0,\infty ))\right]^{3},\qquad p(x,t)\in C^{\infty }(\mathbb {T} ^{3}\times [0,\infty ));}
{\displaystyle \qquad 4.\quad } esiste una costante {\displaystyle E\in (0,\infty )} tale che {\displaystyle \int _{\mathbb {T} ^{3}}\vert \mathbf {v} (x,t)\vert ^{2}<E} per ogni {\displaystyle t\geq 0.}
Come nel caso precedente, la condizione 3 implica che le funzioni siano regolari e definite globalmente, e la condizione 4 significa che l'energia cinetica della soluzione è globalmente limitata.

### Problema dell'esistenza e regolarità delle soluzioni delle equazioni di Navier-Stokes periodiche
Il problema chiede quale delle seguenti due possibilità è verificata.
(C) Esistenza e regolarità delle soluzioni di Navier-Stokes in {\displaystyle \mathbb {T} ^{3}}
Posto {\displaystyle \mathbf {f} (x,t)\equiv 0} . Per qualsiasi condizione iniziale {\displaystyle \mathbf {v} _{0}(x)} soddisfacente le ipotesi di cui sopra esistono soluzioni regolari e globalmente definite per le equazioni di Navier-Stokes, cioè esistono un campo vettoriale di velocità {\displaystyle \mathbf {v} (x,t)} e un campo scalare di pressione {\displaystyle p(x,t)} che soddisfino le condizioni 3 e 4 di cui sopra.
(D) Collasso delle soluzioni di Navier-Stokes in {\displaystyle \mathbb {T} ^{3}}
Esistono una condizione iniziale {\displaystyle \mathbf {v} _{0}(x)} e una forza esterna {\displaystyle \mathbf {f} (x,t)} tali che non esistano soluzioni {\displaystyle \mathbf {v} (x,t)} e {\displaystyle p(x,t)} che soddisfino le condizioni 3 e 4 di cui sopra.

## Progressi parziali
1. Il problema di Navier-Stokes in due dimensioni è stato risolto da Ol'ga Ladyženskaja negli anni '60: esistono soluzioni lisce e globalmente definite.[3]
2. Se la velocità iniziale {\displaystyle \mathbf {v} _{0}(x)} è sufficientemente piccola,  l'affermazione A è vera: esistono soluzioni lisce e globalmente definite per le equazioni di Navier-Stokes.[1]
3. Data una velocità iniziale {\displaystyle \mathbf {v} _{0}(x)} esiste un tempo finito {\displaystyle T,} dipendente da {\displaystyle \mathbf {v} _{0}(x)}, tale che le equazioni di Navier-Stokes su {\displaystyle \mathbb {R} ^{3}\times (0,T)} abbiano soluzioni lisce {\displaystyle \mathbf {v} (x,t)} e {\displaystyle p(x,t)}. Non è noto se le soluzioni esistano oltre quel "tempo di esplosione" {\displaystyle T.}
4. Jean Leray nel 1934 dimostrò l'esistenza delle cosiddette soluzioni deboli alle equazioni di Navier-Stokes, soddisfacenti le equazioni in valor medio, non punto per punto.[4]
5. John Forbes Nash Jr. nel 1962 dimostrò l'esistenza di soluzioni regolari uniche in tempo locale per l'equazione di Navier-Stokes.[5]
6. Terence Tao nel 2016 pubblicò un risultato con un'esplosione a un tempo finito per una versione mediata dell'equazione di Navier-Stokes tridimensionale. Egli scrive che il risultato formalizza una "barriera di supercriticità" per il problema della regolarità globale per le vere equazioni di Navier-Stokes, e afferma che il metodo di dimostrazione accenna a una possibile via per stabilire un'esplosione delle soluzioni delle vere equazioni.[6][7]

## Nella cultura di massa
I problemi irrisolti sono stati usati nella narrativa come espedienti per indicare un raro talento matematico. Il problema di Navier-Stokes compare in The Mathematician's Shiva (2014), un libro su di una prestigiosa matematica immaginaria defunta, di nome Rachela Karnokovitch, che porta con sé nella tomba la dimostrazione, in segno di protesta contro l'accademia. Il film Gifted - Il dono del talento (2017) contiene riferimenti ai problemi del Millennium Prize, e affronta il tema di una bambina di 7 anni e della sua defunta madre matematica, che punta a risolvere il problema di Navier-Stokes.